# Centaurea geluensis
Centaurea geluensis — вид квіткових рослин айстрових (Asteraceae). Ендемік пд.-за. Ірану.